# Joo Hyeon-woo
Đây là một tên người Triều Tiên, họ là Joo.
Joo Hyeon-woo (tiếng Hàn: 주현우; sinh ngày 3 tháng 11 năm 1990) là một cầu thủ bóng đá Hàn Quốc thi đấu ở vị trí tiền vệ cho Gwangju FC ở K League Classic.

## Sự nghiệp
Anh được lựa chọn bởi Gwangju FC ở đợt tuyển quân K League 2015.